# ヴィリ・フォルスト
ヴィリ・フォルスト （Willi Forst, 1903年4月7日 - 1980年8月11日） は、オーストリアの俳優、映画監督、脚本家、映画プロデューサー、歌手。

## 来歴
1903年4月7日、ウィーンでヴィルヘルム・アントン・フロースとして生まれた。父親は磁器の絵付け職人。
ウィーンとベルリンの劇場で俳優として活動した後、1920年にサイレント映画『Der Wegweiser』でデビュー。1927年の『Café Elektric』での演技でその名が知られるようになった。翌1928年にはマックス・ラインハルトのドイツ劇場に加入した。
1933年にはシューベルトの伝記映画『未完成交響楽』で映画監督としてデビュー。翌1934年の『たそがれの維納』は第2回ヴェネツィア国際映画祭で脚本賞を受賞した。同作はマックス・オフュルスの『たそがれの女心』（1953年）に影響を与えたことでも知られる。1937年には映画製作会社ヴィリ・フォルスト・フィルムを設立。同年にハリウッドに渡った。
1938年にオーストリアがドイツに併合されると、フォルストはナチスによって招かれたが、第二次世界大戦中に人気のあったウィンナ・オペレッタ作品に専念し、政治的な関与を避けた。この時期に製作された『Bel Ami』（1939年）や『維納物語』（1940年）、『Frauen sind keine Engel』 （1943年）などの作品は、現在ではいわゆるウィーン映画の古典として高く評価されている。
戦後、1949年に『Wiener Mädeln』を発表し、7年ぶりに映画監督として復帰した。1951年にはヒルデガルト・クネフを起用した『罪ある女』を発表。同作はドイツ映画で初めてとなる女性のヌードを撮影したことがカトリックから問題視されたが、観客動員数はおよそ700万人にも上った。1957年にはセンタ・バーガーのデビュー作となった『Die unentschuldigte Stunde』を発表。同年、『Wien, du Stadt meiner Träume』で映画監督から引退した。
1968年、ドイツ映画賞の生涯功労賞を受賞した。その後、1973年に妻のメラニーに先立たれた後はスイスのティチーノ州で暮らした。1980年8月11日、ウィーンにて77歳で死去した。

## 監督作品
- 未完成交響楽 Leise flehen meine Lieder （1933年）
- Unfinished Symphony （1934年）※『未完成交響楽』英語版
- たそがれの維納 Maskerade （1934年）
- マズルカ Mazurka （1935年）
- ひめごと Allotria （1936年）
- ブルグ劇場 Burgtheater （1936年）
- Serenade （1937年）
- Bel Ami （1939年）
- Ich bin Sebastian Ott （1939年）
- 維納物語 Operette （1940年）
- Wiener Blut （1942年）
- Frauen sind keine Engel （1943年）
- Wiener Mädeln （1949年）
- 罪ある女 Die Sünderin （1951年）
- Es geschehen noch Wunder （1951年）
- Im weißen Rößl （1952年）
- Dieses Lied bleibt bei Dir （1954年）
- Le chemin du paradis （1956年）
- Kaiserjäger （1956年）
- Die unentschuldigte Stunde （1957年）
- Wien, du Stadt meiner Träume （1957年）